# Brachymeria semirusula
Brachymeria semirusula  (лат.) — вид мелких хальциноидных наездников рода Brachymeria из семейства Chalcididae. Юго-Восточная Азия: Вьетнам.

## Описание
Мелкие перепончатокрылые хальциды, длина 4,1 мм. Основная окраска чёрная (глаза серовато-жёлтые, тегулы красноватые, ноги до жёлтовато-коричневого). Задние бёдра в 2 раза длиннее своей ширины и с 10 зубцами по внешнему вентральному краю. Задние голени чёрные с коричневыми и жёлтыми отметинами (у близкого вида Brachymeria croceogastralis они в основном беловато-жёлтые). Усики 13-члениковые. Лапки 5-члениковые. Грудь выпуклая. Задние бёдра утолщённые и вздутые.
Предположительно, как и другие виды своего рода паразитируют на куколках бабочек (Lepidoptera).
Вид был впервые описан в 2016 году индийским энтомологом академиком Текке Куруппате Нарендраном (Narendran T.C.; Zoological Survey Of India, Калькутта, Индия) и голландским гименоптерологом К. ван Ахтенбергом (Cornelis van Achterberg; Naturalis, Лейден, Нидерланды) по материалам из Вьетнама.